# Amplitude Surgical
Amplitude Surgical conçoit, fabrique et commercialise des implants dédiés à la chirurgie des articulations du genou et de la hanche pour les établissements hospitaliers.

## Histoire
La société a été créée en 2011.

## Stratégie aux États-Unis
Amplitude Surgical a obtenu en 2019 l’autorisation de l’autorité sanitaire américaine pour une prothèse anatomique du genou. L’objectif est d’atteindre 20 millions de dollars avec les prothèses du genou et de la hanche aux États-Unis.

## Actionnaires
Liste de principaux actionnaires au 16 octobre 2019.
| Nom                               | %      |
| Apax Partners Midmarket           | 41,4 % |
| Olivier Jallabert                 | 10,4 % |
| Aviva Investors Global Services   | 4,95 % |
| Aviva Investors France            | 1,26 % |
| Amplitude Surgical (autocontrôle) | 0,16 % |

## Bourse
La société est cotée à la bourse d'Euronext Paris.